# Montalbano Elicona
Montalbano Elicona (Muntarbanu in siciliano) è un comune italiano di 2 148 abitanti della città metropolitana di Messina in Sicilia.
La cittadina fa parte del circuito dei borghi più belli d'Italia ed è stata proclamata "borgo dei borghi 2015". È caratterizzata dalla presenza, nella parte antica dell'abitato, di un castello medievale che fu residenza estiva di re Federico III di Sicilia.

## Origini del nome
Gli studiosi non sono concordi sulle origini del paese e del suo nome. Alcuni fanno risalire tale origine alle parole latine mons albus ("monte bianco"), con riferimento ai monti innevati o all'antico nome del monte su cui fu realizzato un castello per volere di Federico III, Sovrano del Regno di Sicilia. L'appellativo Elicona risale senz'altro all'influsso greco-siceliota. Durante questo periodo (VII-VIII secolo a.C.), i Sicelioti, pensando al mitico monte delle Muse, chiamarono Helikon un sito, coincidente con l'altura su cui sorge il borgo medievale ed un torrente vicino il cui andamento tortuoso giustifica l'appellativo.

## Storia
Le prime testimonianze sull'esistenza del borgo risalgono all'XI secolo, quando risultava possesso demaniale. Nel 1232 si rivoltò contro Federico II di Svevia, parteggiando per il papa insieme ad altri centri. Successivamente appartenne a diversi feudatari: a Matteo Palizzi nel 1350, a Vinciguerra d'Aragona nel 1359, ai De Sidot nel 1396, ai Romano Colonna, ai Bonanno nel 1587.

## Monumenti e luoghi d'interesse

### Architetture religiose

#### Chiese
Queste sono alcune delle chiese più importanti di Montalbano Elicona:
- 1648, Basilica Minore di Santa Maria Assunta e San Nicolò Vescovo.[8]
- 1344, Chiesa di Santa Caterina d'Alessandria, ricostruzione di luogo di culto preesistente. 
  - XVI secolo, Santa Caterina d'Alessandria, statua marmorea, attribuita ad Antonello Gagini.
- 1630, Santuario di Maria Santissima della Provvidenza, ex chiesa di San Domenico del convento dell'Ordine dei frati predicatori di San Domenico di Guzmán, quest'ultima struttura oggi sede del Palazzo Comunale. 
  - XVI secolo, Maria Santissima della Provvidenza, statua lignea con panneggi, la Madonna reca un mazzo di spighe e regge in braccio il Bambino che sorregge con la mano sinistra un globo e con la destra benedice, opera attribuita ad Alessandro Pantano.
- XII - XIII secolo, Chiesa di San Michele, danneggiata dal terremoto del Golfo di Patti del 1978, ruderi.
- 1310, Chiesa dello Spirito Santo.
- ?, Convento di Sant'Antonio di Padova, istituzione documentata.

### Architetture civili
- XII secolo, Castello di Montalbano Elicona.
- Mulini ad acqua medievali.

## Cultura
Montalbano Elicona è stato inserito il 5 aprile 2015 nell'elenco dei 90 borghi medievali più belli d'Italia, cioè nel club de I borghi più belli d'Italia, un'esclusiva associazione di piccoli centri italiani che si distinguono per grande interesse artistico, culturale e storico, per l'armonia del tessuto urbano, vivibilità e servizi ai cittadini. Tra le chiese di interesse artistico certamente è da sottolineare la Basilica di Maria Assunta in cielo (Duomo) con le sue opere d'arte, in particolare quelle del Gagini.

### Musei
Montalbano ospita il "Museo fotografico dott. Eugenio Belfiore", presso il quale sono esposte oltre duecento opere fotografiche in bianco e nero che rappresentano più di un secolo di storia del paese e di tutta la Sicilia.

### Cinema
Nel 2021 ha ospitato le riprese del film Dumilapassi, regia e sceneggiatura di Federico Maio.
Uscito nel 2023 nei cinema. 
Film ambientato durante le ultime fasi della seconda guerra mondiale.
Le location inserite nel film sono, la via principale del paese, i viali alberati che portano a Floresta, il bosco di Malabotta e l’Altipiano dell’Argimusco

## Società

### Evoluzione demografica
Abitanti censiti

### Etnie e minoranze straniere
Secondo i dati ISTAT al 31 dicembre 2009 la popolazione straniera residente era di 93 persone. La nazionalità maggiormente rappresentata era quella rumena con 44 cittadini residenti.

### Tradizioni e folclore
Alcune delle tradizioni più note del paese sono il presepe vivente, il corteo storico, la manifestazione estiva e la festa per la Madonna della Divina Provvidenza, che si celebra il 24 agosto nel santuario diocesano dedicatole.

## Infrastrutture e trasporti

### Strade
Montalbano Elicona è interamente esteso lungo la .
Il territorio comunale è attraversato, inoltre, anche da altre direttrici stradali provinciali: 

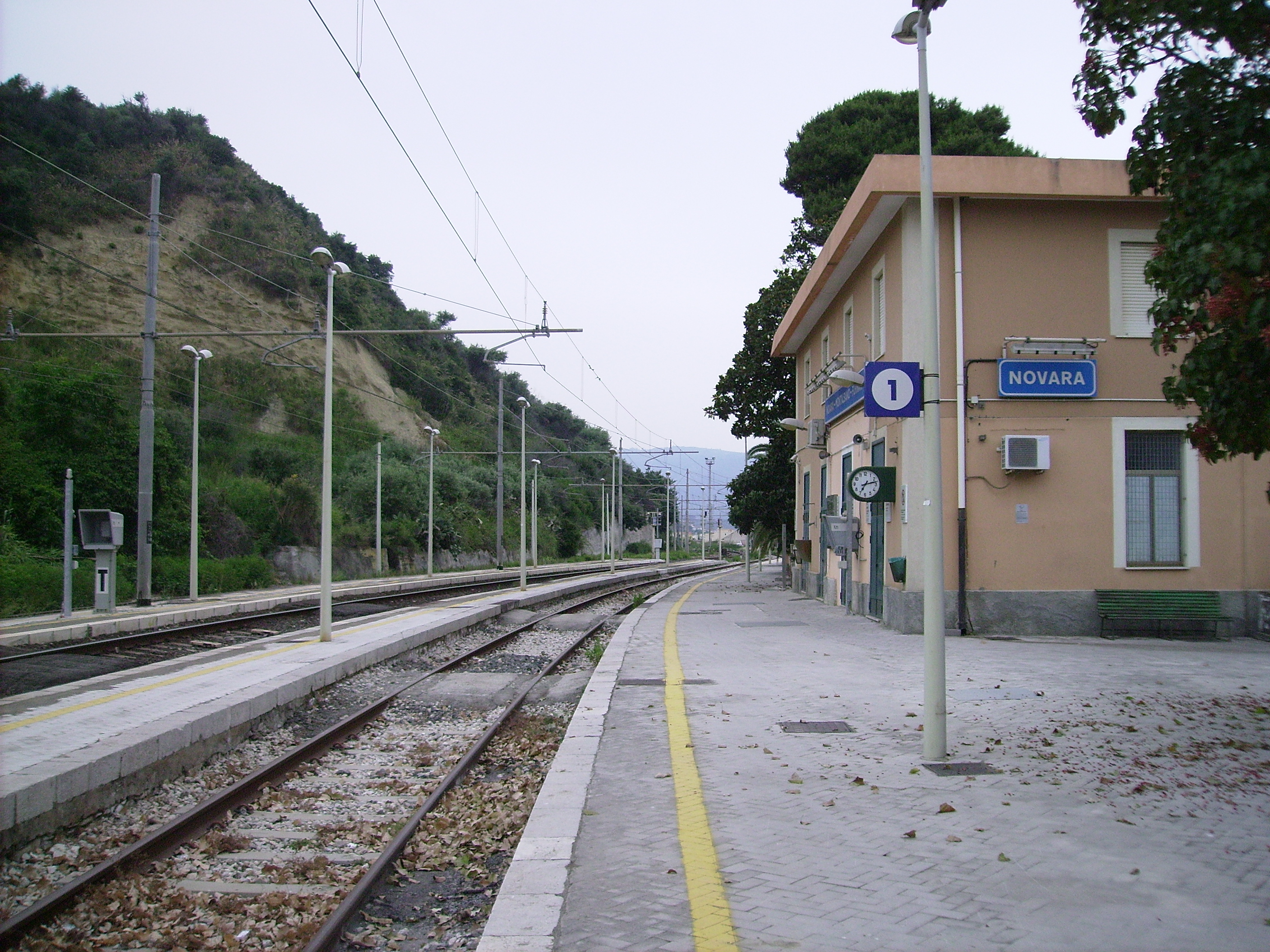
Vista laterale, della stazione di Novara-Montalbano-Furnari, in direzione Palermo

- Strada Provinciale 110/a
- Strada Provinciale 110/b
- , collega il Comune di Basicò
- Strada Provinciale 112/dir
- , collega il Comune di Tripi
- , collega il Comune di Patti
- , collega il Comune di Floresta

Il Comune di Montalbano Elicona non è raggiungibile direttamente tramite autostrada, il casello autostradale più vicino è quello di  Falcone ,  Messina-Palermo. 

### Ferrovie
Montalbano Elicona è servito dalla ferrovia Palermo-Messina tramite le seguenti stazioni:
- Stazione di Novara-Montalbano-Furnari, distante 23,8 km
- Stazione di Falcone, distante 19,5 km

Presso entrambe le stazioni è altresì disponibile il servizio di autotrasporto Uber prenotabile tramite App.

### Mobilità urbana
I trasporti interurbani vengono svolti con autoservizi di linea gestiti da AST.

## Amministrazione
Di seguito è presentata una tabella relativa alle amministrazioni che si sono succedute in questo comune.
| Periodo          | Periodo          | Primo cittadino  | Partito                     | Carica  | Note   |
| ---------------- | ---------------- | ---------------- | --------------------------- | ------- | ------ |
| 24 giugno 1988   | 8 giugno 1993    | Giuseppe Rotella | Partito Socialista Italiano | Sindaco | [ 11 ] |
| 8 giugno 1993    | 1º dicembre 1997 | Giuseppe Tortora | -                           | Sindaco | [ 11 ] |
| 1º dicembre 1997 | 28 maggio 2002   | Giuseppe Tortora | lista civica                | Sindaco | [ 11 ] |
| 28 maggio 2002   | 15 maggio 2007   | Giuseppe Simone  | lista civica                | Sindaco | [ 11 ] |
| 15 maggio 2007   | 9 maggio 2012    | Giuseppe Simone  | lista civica                | Sindaco | [ 11 ] |
| 9 maggio 2012    | 29 giugno 2017   | Filippo Taranto  | lista civica                | Sindaco | [ 11 ] |
| 14 giugno 2017   | 13 giugno 2022   | Filippo Taranto  | lista civica                | Sindaco | [ 11 ] |
| 13 giugno 2022   | In Carica        | Antonino Todaro  | Montalbano Nel Cuore        | Sindaco | [ 11 ] |

### Altre informazioni amministrative
Il comune di Montalbano Elicona fa parte delle seguenti organizzazioni sovracomunali: regione agraria n.3 (Alto Fantina e Alto Mela).

## Galleria d'immagini

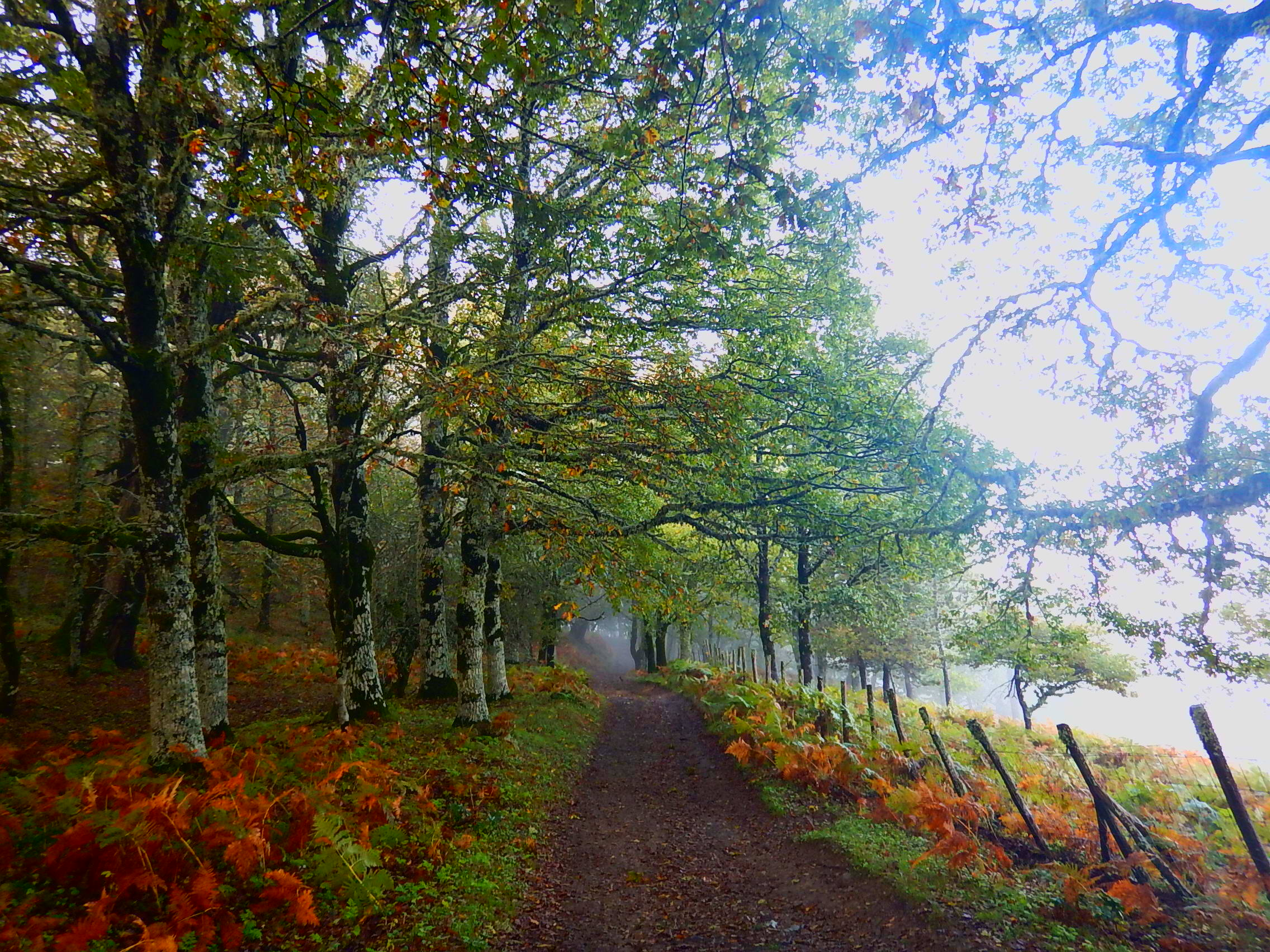
il bosco incantato di Malabotta, il sentiero dei Patriarchi

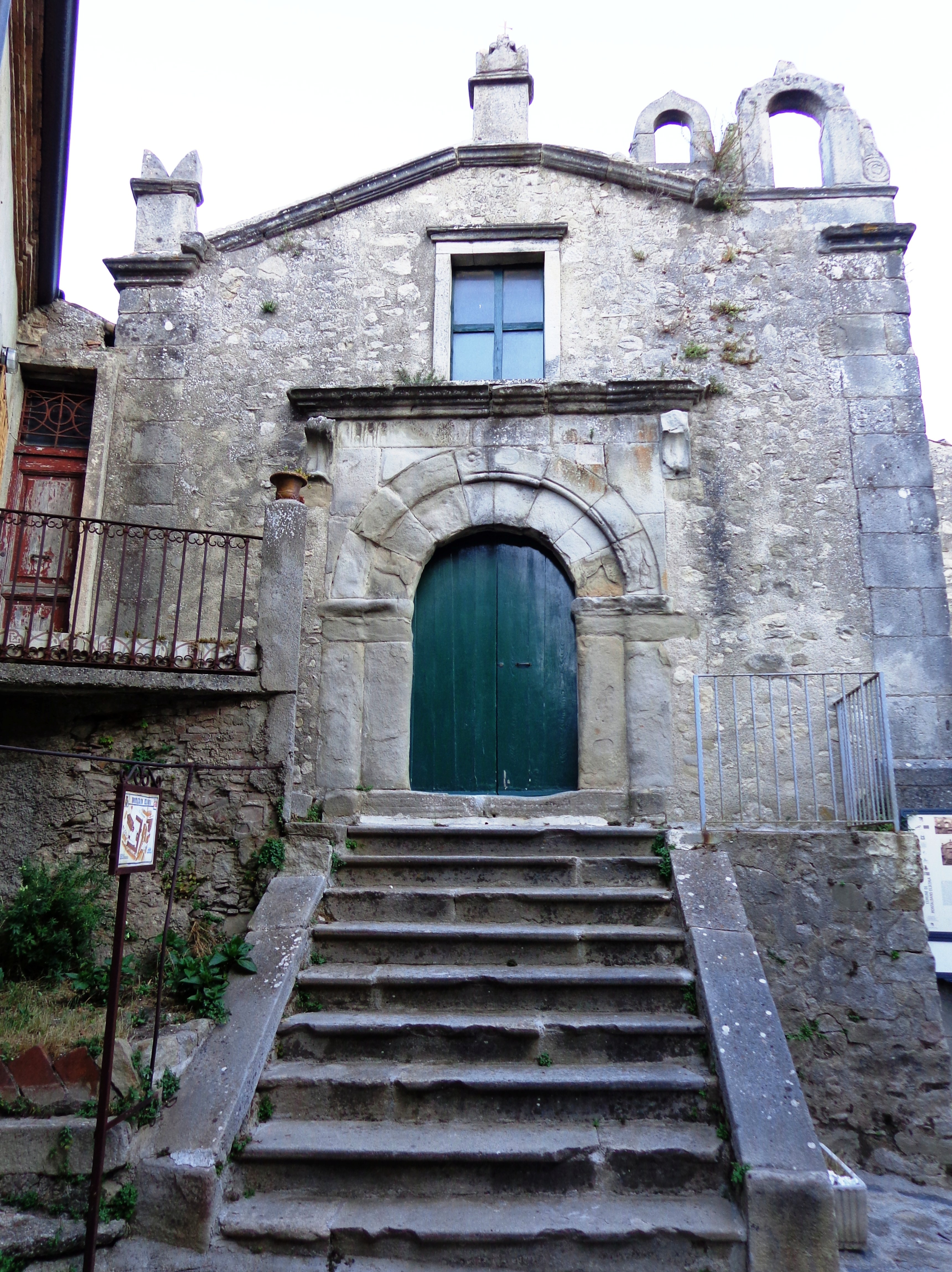
Chiesa di Santa Caterina d'Alessandria.
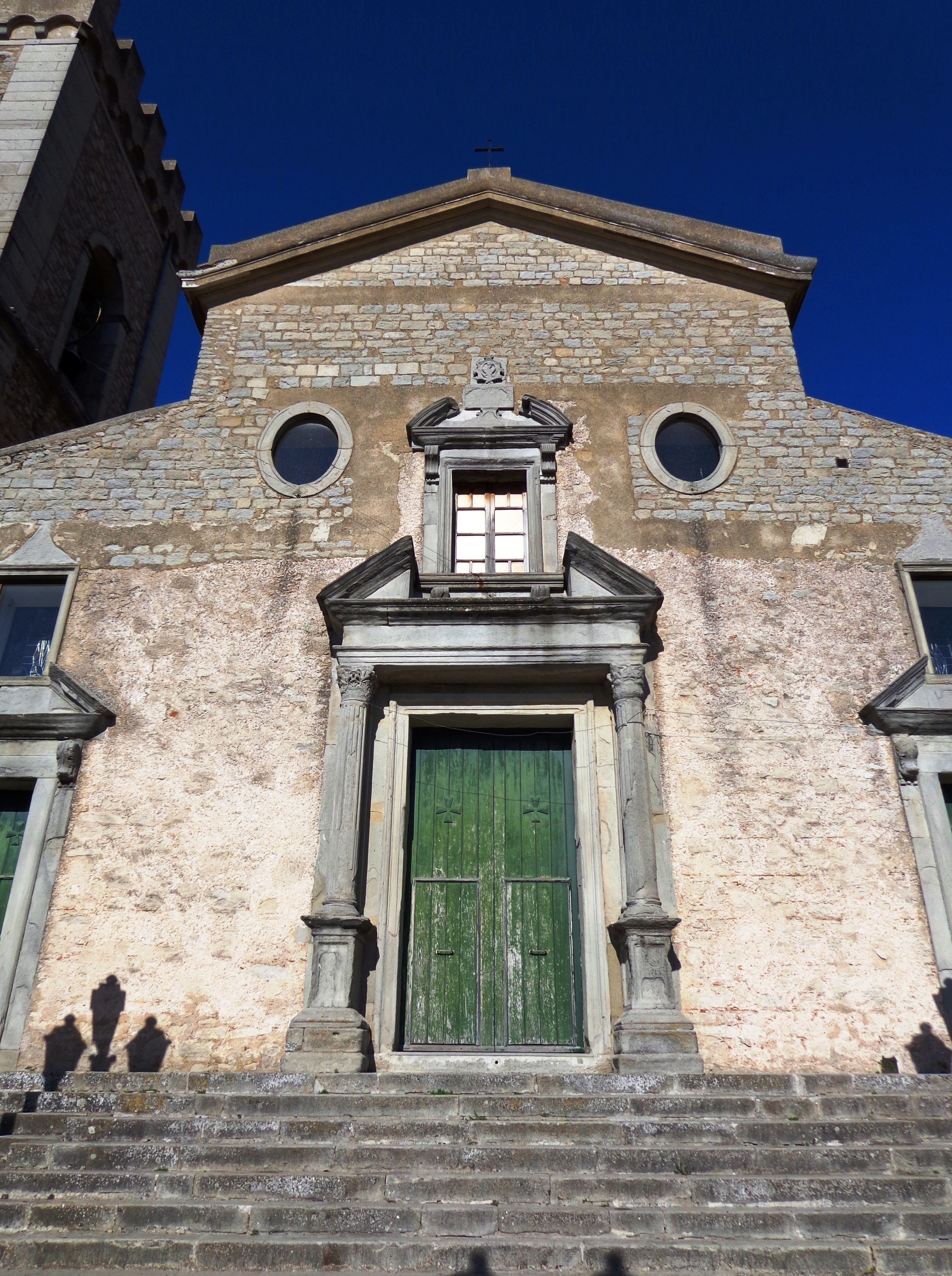
Basilica dell'Assunta e San Nicola.
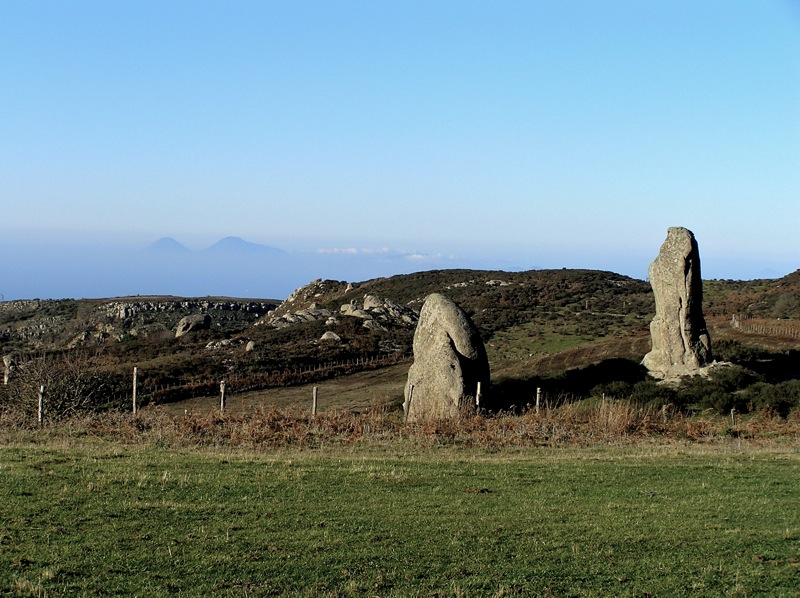
Megaliti dell'Argimusco
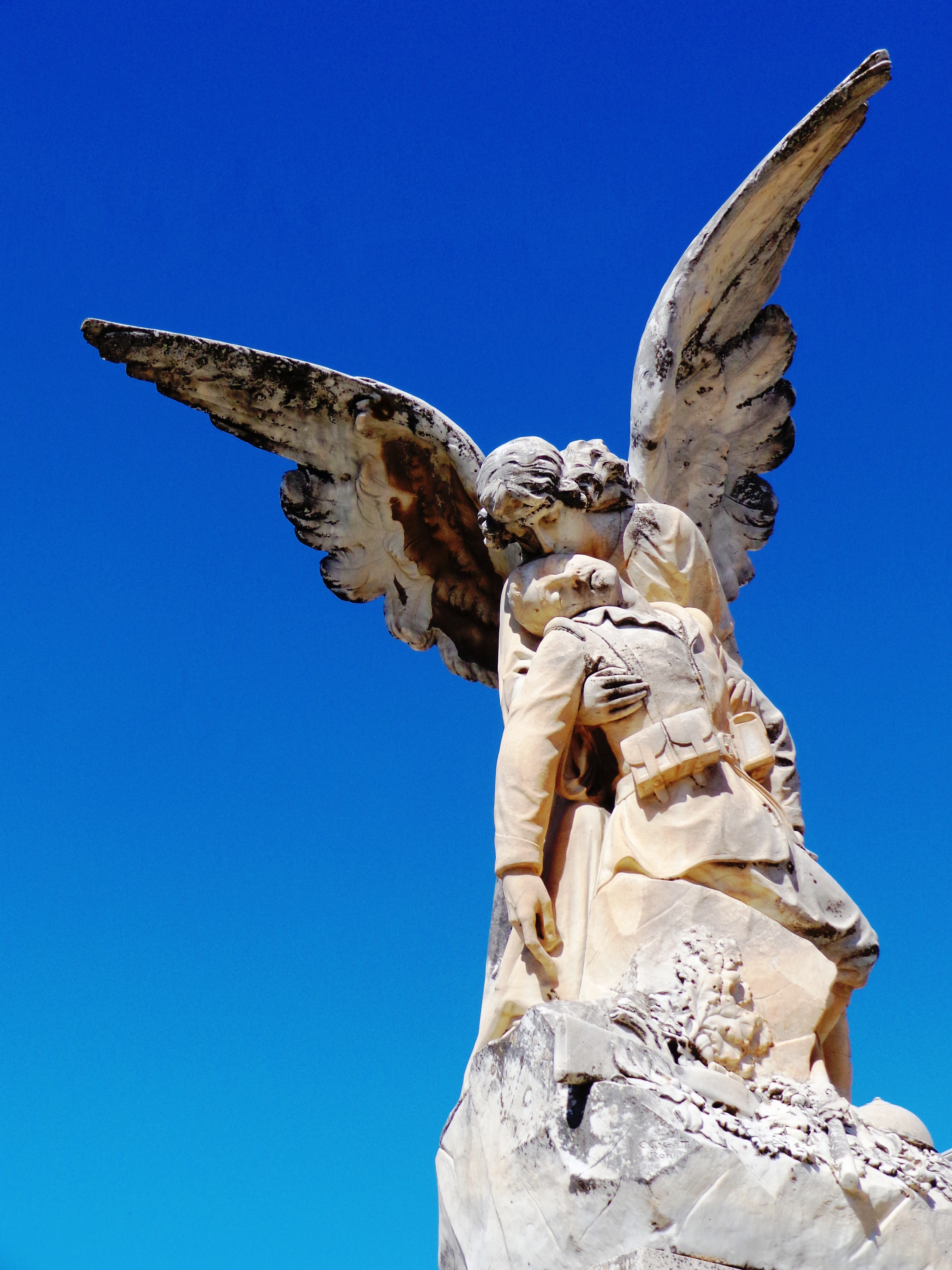
Monumento ai Caduti.
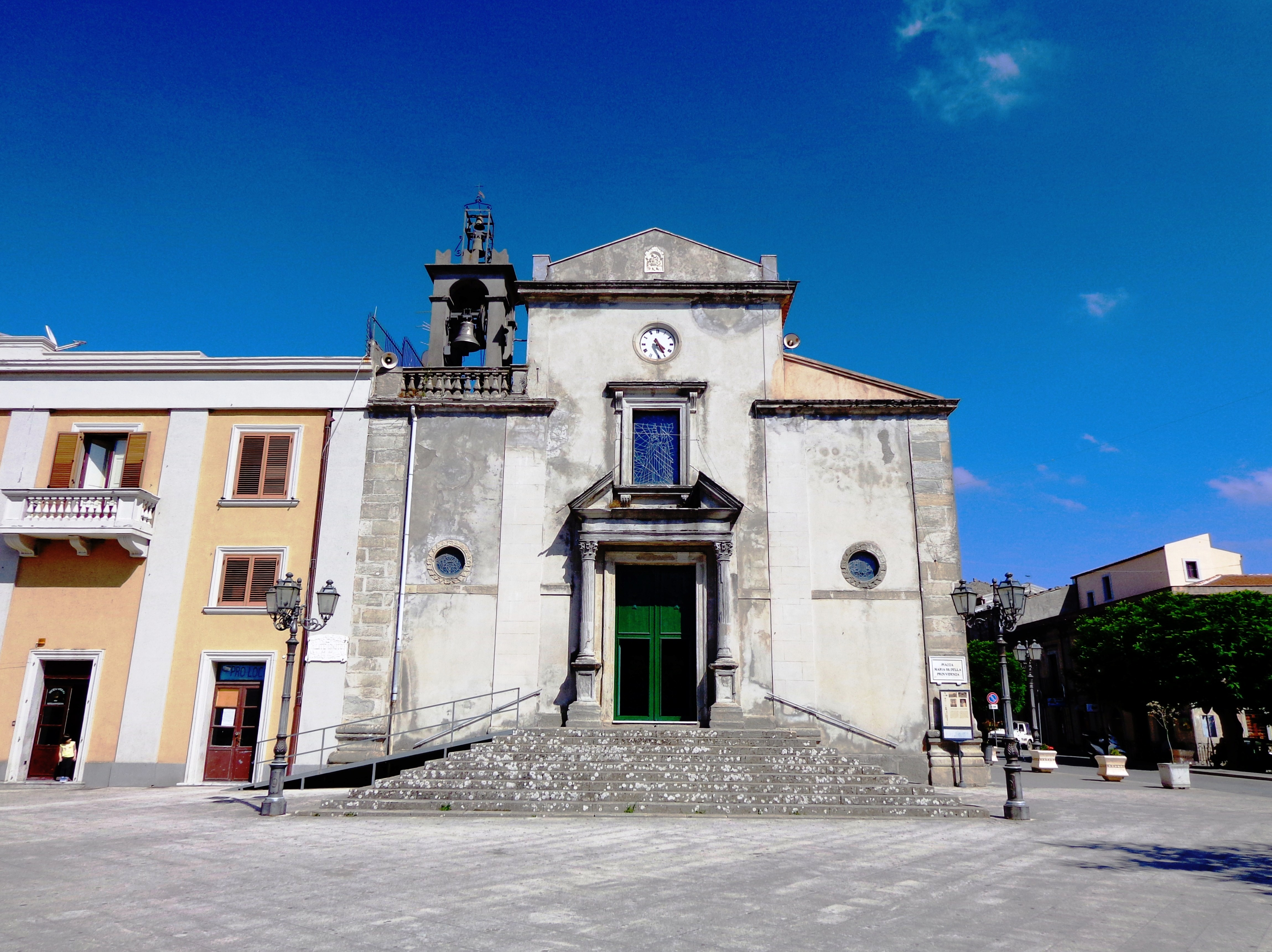
Santuario della Provvidenza.